# Hapalocarcinus
Hapalocarcinus is een geslacht van kreeftachtigen uit de klasse van de Malacostraca (hogere kreeftachtigen).

## Soort
- Hapalocarcinus marsupialis Stimpson, 1859